# Onkel Adamsgården

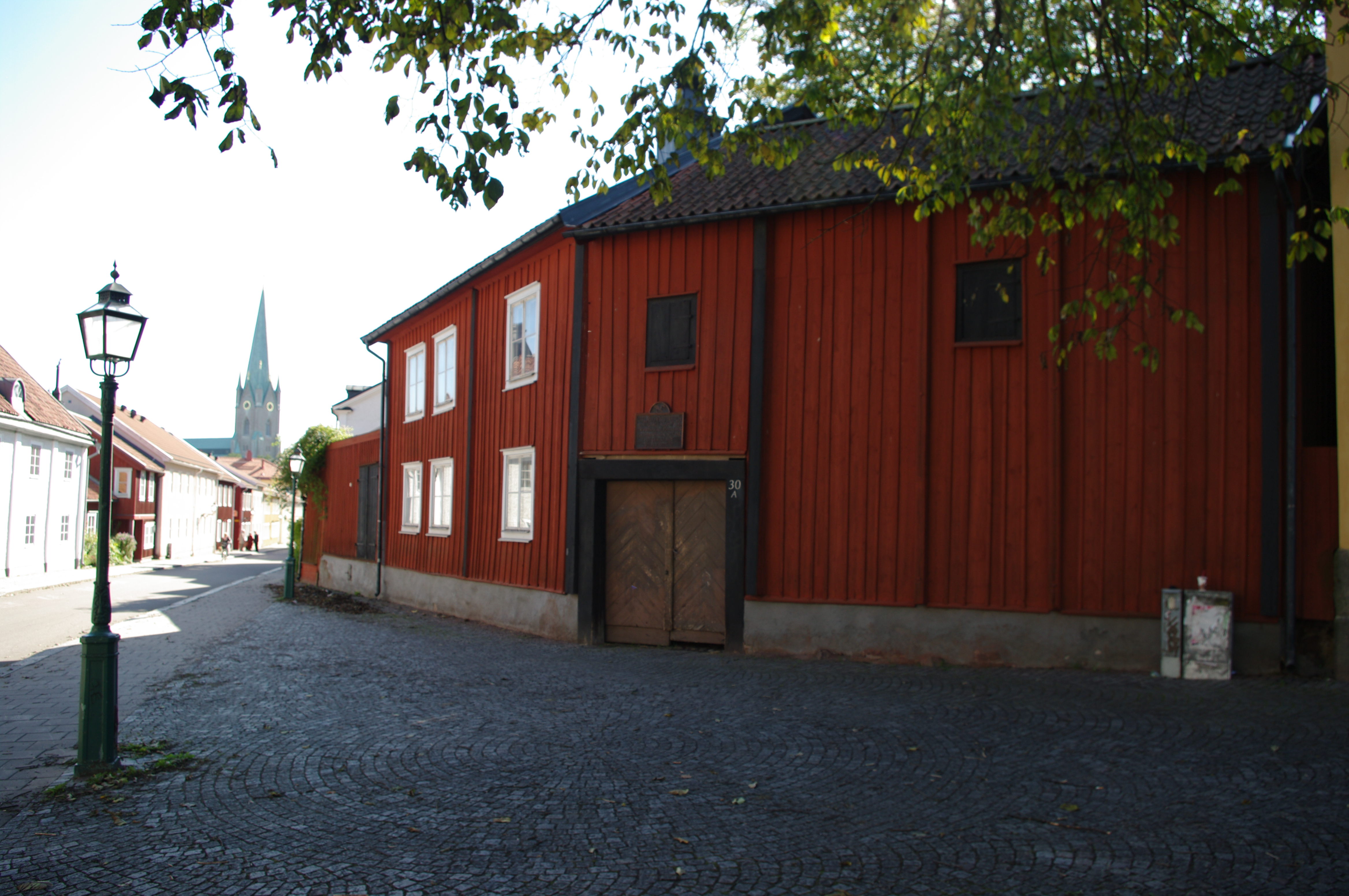
Onkel Adamsgården och Hunnebergsgatan sett från väster. I fonden Linköpings domkyrka.

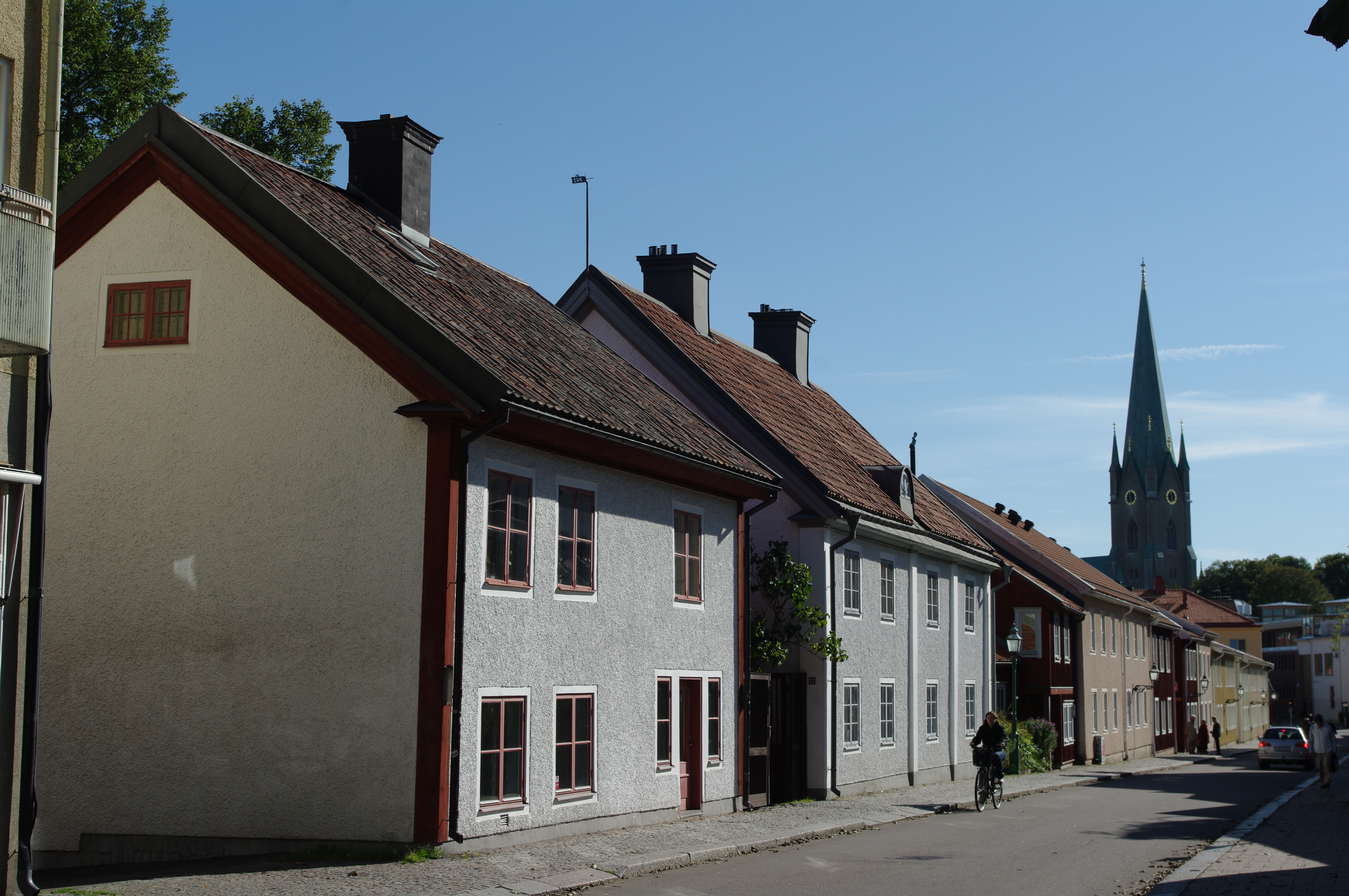
Mitt emot Onkel Adamsgården, på andra sidan gatan, ligger stadsgårdarna Hunnebergsgatan 25 och 27, även de från 17- och 1800-talet.

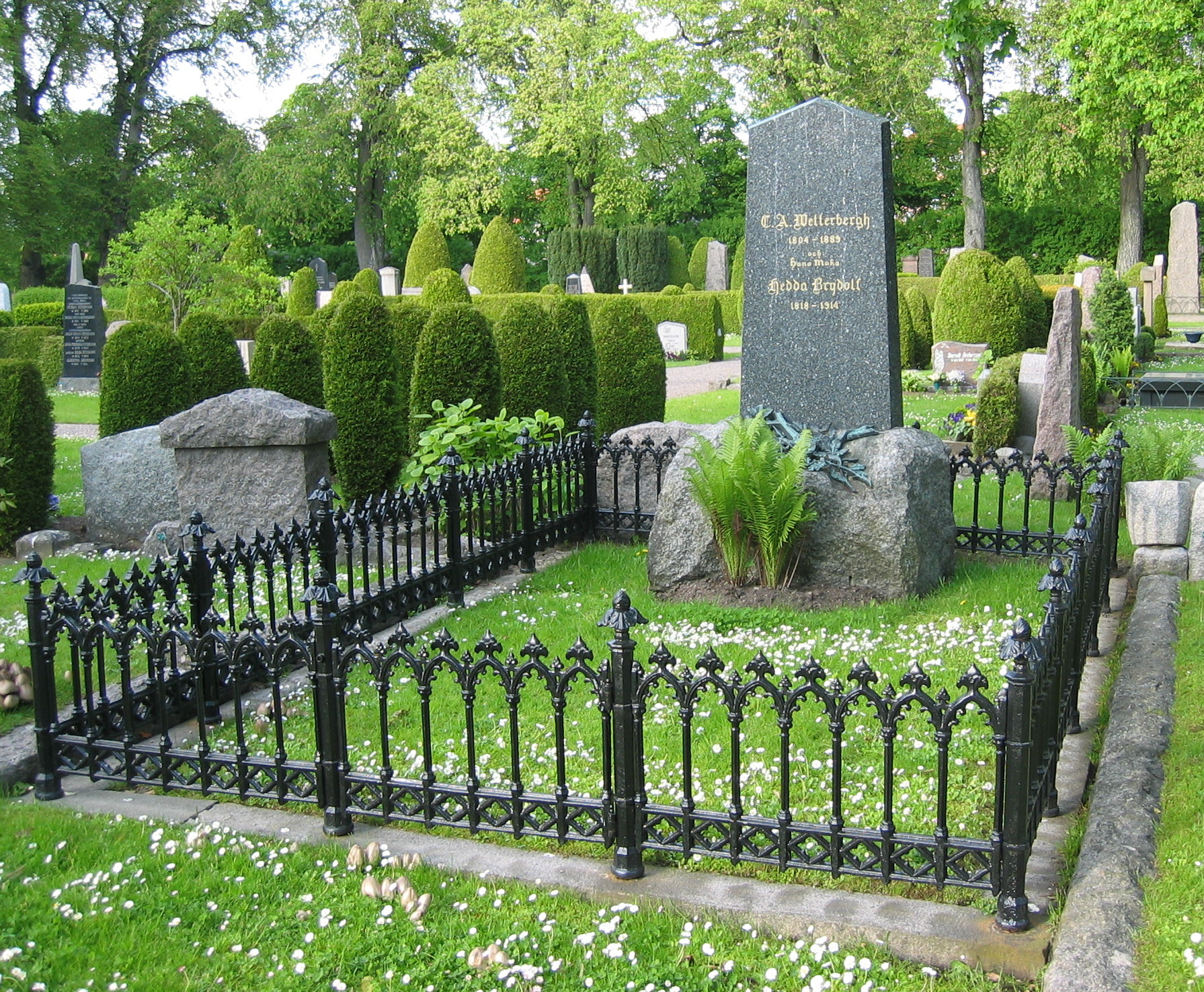
C.A. Wetterbergh och hans maka Hedda Brydolf har sin grav på centrala griftegårdarna i Linköping.

Onkel Adamsgården är en stadsgård på Hunnebergsgatan 30 A i centrala Linköping. Byggnaderna är från 17- och 1800-talet och där finns också en trädgård som restaurerades 2002–2003. Gården är ett byggnadsminne och ägs av Linköpings kommun och förvaltas av Östergötlands museum.
På Onkel Adamsgården finns vagnsbod med källare, stall med höskulle och magasin, vedbod, getfålla och utedass. I trädgården står ett lusthus. Bostadshuset är från 1790-talet och där finns en lägenhet med föremål som tillhört Hedda och Carl Anton Wetterbergh, Onkel Adam kallad.
Gården köptes 1837 av Erik Gustaf Brydolf som upplät den åt sin dotter Adriana Hollberg (1815–1893) och hennes man kämnersnotarien vid rådhusrätten Ludvig August Hollberg. År 1867 flyttade Onkel Adam, Carl Anton Wetterbergh, och hans hustru Hedda (1818–1914), syster till Adriana, in i huset. Onkel Adam dog 1889 och hustrun Hedda bodde kvar i huset till sin död 1914.
År 1920 sålde Onkel Adams dotter fastigheten till Linköpings stad med villkoret att gården skulle bevaras i ursprungligt skick och att Onkel Adams inredning skulle lämnas orörd.